# Discographie de The Chainsmokers
La discographie de The Chainsmokers comprend 3 albums studio et 37 singles.

## Albums
| Titre                                                                           | Détails                                                                                         | Meilleure position | Meilleure position | Meilleure position | Meilleure position | Meilleure position | Meilleure position | Meilleure position | Meilleure position | Meilleure position | Meilleure position | Meilleure position | Meilleure position | Meilleure position | Meilleure position | Certifications |
| Titre                                                                           | Détails                                                                                         | É-U                | AUS                | BEL (FL)           | BEL (WAL)          | CAN                | DAN                | FIN                | FRA                | ITA                | NOR                | P-B                | R-U                | SUE                | SUI                | Certifications |
| ------------------------------------------------------------------------------- | ----------------------------------------------------------------------------------------------- | ------------------ | ------------------ | ------------------ | ------------------ | ------------------ | ------------------ | ------------------ | ------------------ | ------------------ | ------------------ | ------------------ | ------------------ | ------------------ | ------------------ | --- |
| Memories...Do Not Open                                                          | - Sortie: 7 avril 2017 - Label: Disruptor, Columbia - Format: CD, LP, téléchargement, streaming | 1                  | 4                  | 2                  | 19                 | 1                  | 3                  | 7                  | 21                 | 8                  | 2                  | 3                  | 3                  | 3                  | 9                  | - RIAA: Platine - ARIA: Or - BPI: Or - FIMI: Or - GLF: Platine - IFPI DAN: Or - IFPI NOR: Platine - MC: 2× Platine - SNEP: Platine |
| Sick Boy                                                                        | - Sortie: 14 décembre 2018 - Label: Disruptor, Columbia - Format: CD, téléchargement, streaming | 53                 | 72                 | —                  | —                  | 20                 | 18                 | —                  | 190                | —                  | 6                  | —                  | —                  | —                  | —                  | - RIAA: Or - MC: Platine |
| World War Joy                                                                   | - Sortie: 6 décembre 2019 - Label: Disruptor, Columbia - Format: CD, téléchargement, streaming  | 65                 | 19                 | —                  | 193                | 30                 | 29                 | —                  | —                  | —                  | —                  | 24                 | —                  | 16                 | —                  | - RIAA: Or - ARIA: Or - MC: Or |
| So Far So Good                                                                  | - Sortie: 13 mai 2022 - Label: Disruptor, Columbia - Format: CD, téléchargement, streaming      | 106                | —                  | 96                 | —                  | 45                 | —                  | —                  | —                  | —                  | —                  | —                  | —                  | —                  | —                  | |
| Summertime Friends                                                              | - Sortie: 20 octobre 2023 - Label: Disruptor, Columbia - Format: CD, téléchargement, streaming  | —                  | —                  | —                  | —                  | —                  | —                  | —                  | —                  | —                  | —                  | —                  | —                  | —                  | —                  | |
| « — » signifie que l'album n'est pas sorti ou ne s'est pas classé dans ce pays. |                                                                                                 |                    |                    |                    |                    |                    |                    |                    |                    |                    |                    |                    |                    |                    |                    | |

## EPs
| Titre                                                                           | Détails                                                                                 | Meilleure position | Meilleure position | Meilleure position | Meilleure position | Meilleure position | Meilleure position | Meilleure position | Meilleure position | Meilleure position | Meilleure position | Meilleure position | Meilleure position | Certifications                              |
| Titre                                                                           | Détails                                                                                 | É-U                | É-U Dance          | BEL (FL)           | BEL (WAL)          | CAN                | DAN                | FIN                | FRA                | NOR                | P-B                | R-U                | SUE                | Certifications                              |
| ------------------------------------------------------------------------------- | --------------------------------------------------------------------------------------- | ------------------ | ------------------ | ------------------ | ------------------ | ------------------ | ------------------ | ------------------ | ------------------ | ------------------ | ------------------ | ------------------ | ------------------ | ------------------------------------------- |
| Bouquet                                                                         | - Sortie: 23 octobre 2015 - Label: Disruptor, Columbia - Format: CD, LP, téléchargement | 31                 | 2                  | —                  | —                  | 18                 | —                  | —                  | —                  | —                  | —                  | —                  | —                  | - RIAA: Or                                  |
| Collage                                                                         | - Sortie: 4 novembre 2016 - Label: Disruptor, Columbia - Format: CD, LP, téléchargement | 6                  | 1                  | —                  | —                  | 2                  | —                  | —                  | —                  | —                  | —                  | 49                 | —                  | - RIAA: 2× Platine - ARIA: Or - BPI: Argent |
| Sick Boy... You Owe Me                                                          | - Sortie: 16 février 2018 - Label: Disruptor, Columbia - Format: Téléchargement         | —                  | —                  | —                  | —                  | —                  | —                  | —                  | 144                | —                  | —                  | —                  | —                  |                                             |
| Sick Boy... Everybody Hates Me                                                  | - Sortie: 16 mars 2018 - Label: Disruptor, Columbia - Format: Téléchargement            | —                  | —                  | —                  | —                  | —                  | —                  | —                  | 122                | —                  | —                  | —                  | —                  |                                             |
| Sick Boy... Side Effects                                                        | - Sortie: 20 juillet 2018 - Label: Disruptor, Columbia - Format: Téléchargement         | —                  | 1                  | 57                 | 142                | 20                 | 40                 | —                  | 166                | —                  | 41                 | —                  | 29                 |                                             |
| Sick Boy... Save Yourself                                                       | - Sortie: 24 août 2018 - Label: Disruptor, Columbia - Format: Téléchargement            | —                  | —                  | —                  | —                  | —                  | —                  | 27                 | —                  | 15                 | —                  | —                  | —                  |                                             |
| Sick Boy...This Feeling                                                         | - Sortie: 21 septembre 2018 - Label: Disruptor, Columbia - Format: Téléchargement       | —                  | —                  | —                  | —                  | —                  | 37                 | 28                 | —                  | 28                 | —                  | —                  | 9                  |                                             |
| Sick Boy... Siren                                                               | - Sortie: 26 octobre 2018 - Label: Disruptor, Columbia - Format: Téléchargement         | —                  | —                  | —                  | —                  | —                  | —                  | 45                 | —                  | 22                 | —                  | —                  | —                  |                                             |
| Sick Boy... Beach House                                                         | - Sortie: 16 novembre 2018 - Label: Disruptor, Columbia - Format: Téléchargement        | —                  | —                  | —                  | —                  | —                  | —                  | 41                 | —                  | 18                 | —                  | —                  | —                  |                                             |
| World War Joy... Call You Mine                                                  | - Sortie: 31 mai 2019 - Label: Disruptor, Columbia - Format: Téléchargement             | 48                 | 1                  | —                  | —                  | 35                 | 31                 | —                  | —                  | —                  | —                  | —                  | —                  |                                             |
| World War Joy... Takeaway                                                       | - Sortie: 24 juillet 2019 - Label: Disruptor, Columbia - Format: Téléchargement         | —                  | —                  | 53                 | —                  | —                  | —                  | —                  | 156                | —                  | 75                 | —                  | 18                 |                                             |
| World War Joy... Push My Luck                                                   | - Sortie: 8 novembre 2019 - Label: Disruptor, Columbia - Format: Téléchargement         | —                  | —                  | —                  | —                  | —                  | —                  | 29                 | —                  | 5                  | 62                 | —                  | 18                 |                                             |
| « — » signifie que l'album n'est pas sorti ou ne s'est pas classé dans ce pays. |                                                                                         |                    |                    |                    |                    |                    |                    |                    |                    |                    |                    |                    |                    |                                             |

## Singles

### Singles principaux
| Titre                                                                             | Année | Meilleure position | Meilleure position | Meilleure position | Meilleure position | Meilleure position | Meilleure position | Meilleure position | Meilleure position | Meilleure position | Meilleure position | Meilleure position | Meilleure position | Meilleure position | Meilleure position | Certifications | Album                  |
| Titre                                                                             | Année | É-U                | É-U Dance          | AUS                | BEL (FL)           | BEL (WAL)          | CAN                | DAN                | FIN                | FRA                | NOR                | P-B                | R-U                | SUÈ                | SUI                | Certifications | Album                  |
| --------------------------------------------------------------------------------- | ----- | ------------------ | ------------------ | ------------------ | ------------------ | ------------------ | ------------------ | ------------------ | ------------------ | ------------------ | ------------------ | ------------------ | ------------------ | ------------------ | ------------------ | --- | ---------------------- |
| Erase (feat Priyanka Chopra)                                                      | 2012  | —                  | —                  | —                  | —                  | —                  | —                  | —                  | —                  | —                  | —                  | —                  | —                  | —                  | —                  | |                        |
| The Rookie                                                                        | 2013  | —                  | —                  | —                  | —                  | —                  | —                  | —                  | —                  | —                  | —                  | —                  | —                  | —                  | —                  | |                        |
| #Selfie (en)                                                                      | 2014  | 16                 | 1                  | 3                  | 14                 | 24                 | 13                 | 9                  | 1                  | 55                 | 3                  | 12                 | 11                 | 2                  | 33                 | - RIAA: Platine - ARIA: Platine - BPI: Argent - GLF: 3× Platine - IFPI DAN: Platine - MC: Platine |                        |
| Kanye (feat SirenXX)                                                              | 2014  | —                  | 14                 | —                  | —                  | —                  | —                  | —                  | —                  | —                  | —                  | —                  | —                  | —                  | —                  | |                        |
| Polkadots                                                                         | 2014  | —                  | —                  | —                  | —                  | —                  | —                  | —                  | —                  | —                  | —                  | —                  | —                  | —                  | —                  | |                        |
| Let You Go (feat Great Good Fine Ok)                                              | 2015  | —                  | 27                 | —                  | —                  | —                  | —                  | —                  | —                  | —                  | —                  | —                  | —                  | —                  | —                  | |                        |
| Good Intentions (feat BullySongs)                                                 | 2015  | —                  | —                  | —                  | —                  | —                  | —                  | —                  | —                  | —                  | —                  | —                  | —                  | —                  | —                  | | Bouquet                |
| Roses (feat Rozes)                                                                | 2015  | 6                  | 1                  | 5                  | 31                 | 22                 | 6                  | 29                 | 18                 | 26                 | 8                  | 18                 | 16                 | 13                 | 20                 | - RIAA: 6x Platine - ARIA: 4x Platine - BEA: Or - BPI: Platine - FIMI: 2x Platine - GLF: 4x Platine - IFPI DEN: Or - IFPI NOR: Platine - MC: 5x Platine - RMNZ: 2x Platine                               | Bouquet                |
| Waterbed (feat Waterbed)                                                          | 2015  | —                  | 36                 | —                  | —                  | —                  | —                  | —                  | —                  | —                  | —                  | —                  | —                  | —                  | —                  | | Bouquet                |
| Split (Only U) (avec Tiësto)                                                      | 2015  | —                  | —                  | —                  | —                  | —                  | —                  | —                  | —                  | 184                | —                  | —                  | —                  | —                  | —                  | |                        |
| Until You Were Gone (avec Tritonal feat Emily Warren)                             | 2015  | —                  | 21                 | —                  | —                  | —                  | —                  | —                  | —                  | —                  | —                  | —                  | —                  | —                  | —                  | - RIAA: Or - MC: Or | Bouquet                |
| New York City                                                                     | 2015  | —                  | —                  | —                  | —                  | —                  | —                  | —                  | —                  | —                  | —                  | —                  | —                  | —                  | —                  | - RIAA: Or | Bouquet                |
| Don't Let Me Down (feat Daya)                                                     | 2016  | 3                  | 1                  | 3                  | 4                  | 15                 | 4                  | 15                 | 11                 | 19                 | 5                  | 5                  | 2                  | 5                  | 8                  | - RIAA: Diamant - ARIA: 7× Platine - BEA: 3x Platine - BPI: 3x Platine - GLF: 6x Platine - IFPI DEN: 2x Platine - MC: 9x Platine - RMNZ: 2x Platine - SNEP: Diamant                                      | Collage                |
| Inside Out (feat Charlee)                                                         | 2016  | —                  | 13                 | —                  | —                  | —                  | 72                 | —                  | —                  | —                  | —                  | —                  | —                  | —                  | —                  | - RIAA: Or - ARIA: Or - MC: Or |                        |
| Closer (feat Halsey)                                                              | 2016  | 1                  | 1                  | 1                  | 1                  | 5                  | 1                  | 1                  | 5                  | 31                 | 1                  | 1                  | 1                  | 1                  | 5                  | - RIAA: 15x Platine - ARIA: 20× Platine - BEA: 3x Platine - BPI: 4× Platine - FIMI: 6x Platine - GLF: 5× Platine - IFPI DEN: 2× Platine - MC: Diamant - RMNZ: 2x Platine - SNEP: Diamant                 | Collage                |
| All We Know (feat Phoebe Ryan)                                                    | 2016  | 18                 | —                  | 8                  | 43                 | —                  | 14                 | 35                 | —                  | 186                | —                  | 21                 | 24                 | 19                 | 32                 | - RIAA: Platine - ARIA: 3× Platine - BPI: Argent - FIMI: Platine - GLF: 2× Platine - MC: 2x Platine - RMNZ: Or - SNEP: Or                                                                                | Collage                |
| Setting Fires (feat XYLØ)                                                         | 2016  | 71                 | 8                  | 50                 | —                  | —                  | 39                 | —                  | —                  | —                  | —                  | 84                 | 55                 | 92                 | 73                 | - RIAA: Or - ARIA: Platine - MC: Platine | Collage                |
| Paris                                                                             | 2017  | 7                  | 1                  | 4                  | 5                  | 13                 | 2                  | 2                  | 5                  | 29                 | 3                  | 4                  | 5                  | 2                  | 8                  | - RIAA: 4× Platine - ARIA: 4× Platine - BEA: Platine - BPI: 2x Platine - GLF: 5× Platine - IFPI DEN: Platine - IFPI NOR: 2× Platine - MC: 4× Platine - RMNZ: Or - SNEP: Platine                          | Memories...Do Not Open |
| Something Just like This (avec Coldplay)                                          | 2017  | 3                  | 1                  | 2                  | 1                  | 2                  | 3                  | 5                  | 6                  | 6                  | 5                  | 6                  | 2                  | 4                  | 3                  | - RIAA: Diamant - ARIA: 14× Platine - BEA: 3x Platine - BPI: 4× Platine - FIMI: 6x Platine - GLF: 9× Platine - IFPI DEN: Platine - IFPI NOR: 3× Platine - MC: 6× Platine - RMNZ: Platine - SNEP: Diamant | Memories...Do Not Open |
| The One                                                                           | 2017  | 78                 | 10                 | 36                 | —                  | —                  | 30                 | —                  | —                  | 192                | —                  | 47                 | 63                 | 20                 | 36                 | - RIAA: Or - ARIA: Or - FIMI: Or | Memories...Do Not Open |
| Young                                                                             | 2017  | —                  | 18                 | —                  | —                  | —                  | 65                 | —                  | —                  | —                  | —                  | —                  | —                  | —                  | —                  | - RIAA: Or | Memories...Do Not Open |
| Honest                                                                            | 2017  | 77                 | 8                  | —                  | —                  | —                  | 93                 | —                  | —                  | —                  | —                  | —                  | —                  | —                  | —                  | - RIAA: Or - ARIA: Or | Memories...Do Not Open |
| Sick Boy                                                                          | 2018  | 65                 | —                  | 37                 | 30                 | 32                 | 29                 | 13                 | 5                  | 198                | 3                  | 17                 | 35                 | 8                  | 32                 | - RIAA: Platine - ARIA: Platine - BEA: Or - BPI: Argent - IFPI DEN: Platine - MC: Platine | Sick Boy               |
| Everybody Hates Me                                                                | 2018  | 100                | 5                  | 50                 | —                  | —                  | 71                 | —                  | —                  | 142                | 33                 | —                  | 81                 | 32                 | 68                 | - MC: Or | Sick Boy               |
| Somebody (feat Drew Love)                                                         | 2018  | —                  | 9                  | 43                 | —                  | —                  | 74                 | —                  | —                  | 175                | —                  | —                  | 87                 | 67                 | 91                 | - RIAA: Or - ARIA: Or - MC: Platine | Sick Boy               |
| You Owe Me                                                                        | 2018  | —                  | —                  | —                  | —                  | —                  | 74                 | —                  | —                  | —                  | —                  | 83                 | 97                 | 55                 | 93                 | - MC: Or | Sick Boy               |
| Side Effects (feat Emily Warren)                                                  | 2018  | 66                 | 7                  | —                  | 44                 | —                  | 39                 | —                  | —                  | 159                | —                  | 67                 | 50                 | 100                | 91                 | - RIAA: Or - ARIA: Or - MC: Platine | Sick Boy               |
| Save Yourself (avec NGHTMRE)                                                      | 2018  | —                  | 21                 | —                  | —                  | —                  | —                  | —                  | —                  | —                  | —                  | —                  | —                  | —                  | —                  | | Sick Boy               |
| This Feeling (feat Kelsea Ballerini)                                              | 2018  | 50                 | 4                  | 17                 | —                  | —                  | 34                 | —                  | —                  | —                  | —                  | —                  | 63                 | 30                 | —                  | - RIAA: 2x Platine - ARIA: Platine - BPI: Argent - MC: 3x Platine - RMNZ: Or | Sick Boy               |
| Siren (avec Aazar)                                                                | 2018  | —                  | 29                 | —                  | —                  | —                  | —                  | —                  | —                  | —                  | —                  | —                  | —                  | —                  | —                  | | Sick Boy               |
| Beach House                                                                       | 2018  | —                  | 10                 | —                  | —                  | —                  | —                  | —                  | —                  | —                  | —                  | —                  | —                  | 56                 | 93                 | | Sick Boy               |
| Hope (feat Winona Oak)                                                            | 2018  | —                  | 7                  | 36                 | —                  | —                  | 64                 | —                  | —                  | 105                | 40                 | 70                 | —                  | 63                 | 71                 | - RIAA: Or - ARIA: Or - MC: Platine | Sick Boy               |
| Who Do You Love (feat 5 Seconds of Summer)                                        | 2019  | 52                 | 4                  | 13                 | 21                 | —                  | 31                 | —                  | —                  | 135                | 30                 | 52                 | 34                 | 19                 | 43                 | - RIAA: 2x Platine - ARIA: 2× Platine - BPI: Argent - MC: 2x Platine | World War Joy          |
| Kills You Slowly                                                                  | 2019  | —                  | —                  | —                  | —                  | —                  | —                  | —                  | —                  | —                  | —                  | —                  | —                  | 98                 | —                  | | World War Joy          |
| Do You Mean (feat Ty Dolla $ign & Bülow)                                          | 2019  | —                  | —                  | —                  | —                  | —                  | —                  | —                  | —                  | —                  | —                  | —                  | —                  | 91                 | —                  | - MC: Or | World War Joy          |
| Call You Mine (feat Bebe Rexha)                                                   | 2019  | 56                 | 2                  | 26                 | —                  | —                  | 42                 | —                  | —                  | 141                | 22                 | 61                 | 50                 | 37                 | 42                 | - RIAA: 2x Platine - ARIA: Platine - BPI: Argent - MC: Platine | World War Joy          |
| Takeaway (avec Illenium feat Lennon Stella)                                       | 2019  | 69                 | 3                  | 32                 | 36                 | —                  | 31                 | —                  | —                  | 73                 | 14                 | 95                 | 64                 | 38                 | 36                 | - RIAA: Platine - ARIA: Platine - BPI: Argent - BEA: Or - MC: Platine - SNEP: Or | World War Joy / Ascend |
| Push My Luck                                                                      | 2019  | —                  | —                  | —                  | —                  | —                  | —                  | —                  | —                  | —                  | 40                 | —                  | —                  | —                  | —                  | | World War Joy          |
| The Reaper (feat Amy Shark)                                                       | 2019  | —                  | 23                 | 56                 | —                  | —                  | —                  | —                  | —                  | —                  | —                  | —                  | —                  | —                  | —                  | - ARIA: Platine | World War Joy          |
| Family (avec Kygo)                                                                | 2019  | —                  | 6                  | —                  | —                  | —                  | —                  | —                  | —                  | —                  | 31                 | —                  | —                  | 60                 | 51                 | | World War Joy          |
| See The Way (feat Sabrina Claudio)                                                | 2019  | —                  | 24                 | —                  | —                  | —                  | —                  | —                  | —                  | —                  | —                  | —                  | —                  | —                  | —                  | | World War Joy          |
| P.S. I Hope You're Happy (feat Blink-182)                                         | 2019  | —                  | 16                 | —                  | —                  | —                  | —                  | —                  | —                  | —                  | —                  | —                  | —                  | —                  | —                  | | World War Joy          |
| High                                                                              | 2022  | 57                 | —                  | 65                 | 41                 | —                  | 36                 | —                  | —                  | —                  | —                  | —                  | —                  | —                  | 96                 | | So Far So Good         |
| iPad                                                                              | 2022  | —                  | 6                  | —                  | —                  | —                  | —                  | —                  | —                  | —                  | —                  | —                  | —                  | —                  | —                  | | So Far So Good         |
| Riptide                                                                           | 2022  | —                  | 9                  | —                  | —                  | —                  | —                  | —                  | —                  | —                  | —                  | —                  | —                  | —                  | —                  | | So Far So Good         |
| I Love U                                                                          | 2022  | —                  | 5                  | —                  | —                  | —                  | —                  | —                  | —                  | —                  | —                  | —                  | —                  | —                  | —                  | | So Far So Good         |
| Why Can't You Wait (avec Bob Moses)                                               | 2022  | —                  | 22                 | —                  | —                  | —                  | —                  | —                  | —                  | —                  | —                  | —                  | —                  | —                  | —                  | | So Far So Good         |
| Wish on a Eyelash, Pt. 2 (avec Mallrat)                                           | 2022  | —                  | 14                 | —                  | —                  | —                  | —                  | —                  | —                  | —                  | —                  | —                  | —                  | —                  | —                  | |                        |
| Make Me Feel (avec Cheyenne Gilles)                                               | 2023  | —                  | 17                 | —                  | —                  | —                  | —                  | —                  | —                  | —                  | —                  | —                  | —                  | —                  | —                  | |                        |
| Up & Down (avec 347aidan)                                                         | 2023  | —                  | 13                 | —                  | —                  | —                  | —                  | —                  | —                  | —                  | —                  | —                  | —                  | —                  | —                  | | Summertime Friends     |
| Self Destruction Mode (avec Bludnymph)                                            | 2023  | —                  | 16                 | —                  | —                  | —                  | —                  | —                  | —                  | —                  | —                  | —                  | —                  | —                  | —                  | | Summertime Friends     |
| See You Again (avec Illenium & Carlie Hanson)                                     | 2023  | —                  | 13                 | —                  | —                  | —                  | —                  | —                  | —                  | —                  | —                  | —                  | —                  | —                  | —                  | | Summertime Friends     |
| Celular (avec Nicky Jam & Maluma)                                                 | 2023  | —                  | 24                 | —                  | —                  | —                  | —                  | —                  | —                  | —                  | —                  | —                  | —                  | —                  | —                  | | Summertime Friends     |
| My Bad (avec Shenseea)                                                            | 2023  | —                  | 23                 | —                  | —                  | —                  | —                  | —                  | —                  | —                  | —                  | —                  | —                  | —                  | —                  | | Summertime Friends     |
| Think Of Us (avec Gracey)                                                         | 2023  | —                  | 31                 | —                  | —                  | —                  | —                  | —                  | —                  | —                  | —                  | —                  | —                  | —                  | —                  | | Summertime Friends     |
| Summertime Friends                                                                | 2023  | —                  | 19                 | —                  | —                  | —                  | —                  | —                  | —                  | —                  | —                  | —                  | —                  | —                  | —                  | | Summertime Friends     |
| Jungle (avec Alok & Mae Stephens)                                                 | 2023  | —                  | 28                 | —                  | 24                 | —                  | —                  | —                  | —                  | —                  | —                  | 28                 | —                  | —                  | —                  | | Summertime Friends     |
| Fault in the Stars (avec Powfu)                                                   | 2023  | —                  | 47                 | —                  | —                  | —                  | —                  | —                  | —                  | —                  | —                  | —                  | —                  | —                  | —                  | |                        |
| « — » signifie que le single n'est pas sorti ou ne s'est pas classé dans ce pays. |       |                    |                    |                    |                    |                    |                    |                    |                    |                    |                    |                    |                    |                    |                    | |                        |

### Autres chansons classées
| Titre                                                                             | Année | Meilleure position | Meilleure position | Meilleure position | Meilleure position | Meilleure position | Album                  |
| Titre                                                                             | Année | É-U Dance          | CAN                | FRA                | P-B                | SUÈ                | Album                  |
| --------------------------------------------------------------------------------- | ----- | ------------------ | ------------------ | ------------------ | ------------------ | ------------------ | ---------------------- |
| Break Up Every Night                                                              | 2017  | 12                 | 61                 | —                  | 72                 | 44                 | Memories...Do Not Open |
| Bloodstream                                                                       | 2017  | 15                 | 60                 | —                  | —                  | 89                 | Memories...Do Not Open |
| Don't Say (feat Emily Warren)                                                     | 2017  | 19                 | 63                 | —                  | —                  | —                  | Memories...Do Not Open |
| My Type (feat Emily Warren)                                                       | 2017  | 14                 | 66                 | —                  | —                  | —                  | Memories...Do Not Open |
| It Won't Kill Ya (feat Louane)                                                    | 2017  | 24                 | 84                 | 70                 | —                  | —                  | Memories...Do Not Open |
| Wake Up Alone (feat Jhené Aiko)                                                   | 2017  | 23                 | —                  | —                  | —                  | —                  | Memories...Do Not Open |
| Last Day Alive (feat Florida Georgia Line)                                        | 2017  | 16                 | 94                 | —                  | —                  | —                  | Memories...Do Not Open |
| Maradona                                                                          | 2022  | 31                 | —                  | —                  | —                  | —                  | So Far So Good         |
| Solo Mission                                                                      | 2022  | 33                 | —                  | —                  | —                  | —                  | So Far So Good         |
| Something Different                                                               | 2022  | 36                 | —                  | —                  | —                  | —                  | So Far So Good         |
| If You're Serious                                                                 | 2022  | 29                 | —                  | —                  | —                  | —                  | So Far So Good         |
| Channel 1                                                                         | 2022  | 40                 | —                  | —                  | —                  | —                  | So Far So Good         |
| Testing                                                                           | 2022  | 41                 | —                  | —                  | —                  | —                  | So Far So Good         |
| I Hope You Change Your Mind                                                       | 2022  | 43                 | —                  | —                  | —                  | —                  | So Far So Good         |
| The Fall (avec Ship Wreck)                                                        | 2022  | 15                 | —                  | —                  | —                  | —                  | So Far So Good         |
| « — » signifie que le single n'est pas sorti ou ne s'est pas classé dans ce pays. |       |                    |                    |                    |                    |                    |                        |

## Remixes
2013
- Jónsi - Around Us (The Chainsmokers Remix)
- Two Door Cinema Club - Sleep Alone (The Chainsmokers Remix)
- Little Daylight - Overdose (The Chainsmokers Remix)
- Daughter - Medicine (The Chainsmokers Remix)
- Phoenix - Trying to Be Cool (The Chainsmokers Remix)
- Say Lou Lou - Julian (The Chainsmokers Remix)
- ASTR - Operate (The Chainsmokers Remix)
- Smallpools - Dreaming (The Chainsmokers Remix)
- The Killers - Miss Atomic Bomb (The Chainsmokers Remix)
- Fenech-Soler - Last Forever (The Chainsmokers Remix)
- Cash Cash feat. Bebe Rexha - Take Me Home (The Chainsmokers Remix)
- The Wanted - We Own The Night (The Chainsmokers Remix)
- BANKS - Change (The Chainsmokers Remix)
- Icona Pop - Girlfriend (The Chainsmokers Remix)
- Mikky Ekko - Kids (The Chainsmokers Remix)
- The Colourist - Fix This (The Chainsmokers Remix)

2014
- Tove Lo - Habits (Stay High) (The Chainsmokers Remix)
- NONONO - Pumpin Blood (The Chainsmokers Remix)
- Ellie Goulding - Goodness Gracious (The Chainsmokers Remix)
- Bastille - Flaws (The Chainsmokers Remix)
- Strange Talk - Young Hearts (The Chainsmokers Remix)
- Chromeo - Jealous (I Ain't with It) (The Chainsmokers Remix)
- Adventure Club feat. The Kite String Tangle - Wonder (The Chainsmokers Remix)
- Foxes - Holding Onto Heaven (The Chainsmokers Remix)
- Guy Sebastian - Like a Drum (The Chainsmokers Remix)
- José González - Step Out (The Chainsmokers Remix)
- Bebe Rexha - I Can't Stop Drinking About You (The Chainsmokers Remix)
- Anna of the North - Sway (The Chainsmokers Remix)
- Josef Salvat - Open Season (The Chainsmokers Remix)
- Neon Trees - Sleeping with a Friend (The Chainsmokers Remix)
- A-Trak feat. Andrew Wyatt - Push (The Chainsmokers Remix)

2015
- Clean Bandit & Jess Glynne - Real Love (The Chainsmokers Remix)
- Steve Aoki feat. Fall Out Boy - Back to Earth (The Chainsmokers Remix)
- Life of Dillon - Overload (The Chainsmokers Remix)
- Who's Who - Not So Dirty (The Chainsmokers & Denaux "Festival Season Is Over And Now You're Broke" Remix)

2022
- Bon Iver - I Can't Make You Love Me (The Chainsmokers Remix)
- The Anxiety - Meet Me at Our Spot (The Chainsmokers Remix)

2023
- Taylor Swift - Anti-Hero (The Chainsmokers Remix)